# Stefan Blöcher
Stefan Blöcher (* 25. Februar 1960 in Wiesbaden) ist ein ehemaliger deutscher Hockeyspieler, der 259 Länderspiele für Deutschland bestritten hat. Er war zweimal Deutscher Meister, viermal Europameister, 1982 Vizeweltmeister sowie Zweiter bei den Olympischen Spielen 1984 und 1988.
Blöcher zählte zu seiner aktiven Zeit zu den besten Hockeyspielern der Welt. Er war vorübergehend Profi und seinerzeit der einzige Hockeyspieler, der diese Sportart hauptberuflich ausgeübt hat. Bei der Champions-Trophy 1987 schoss er die meisten Tore und wurde als 'Bester Spieler des Turniers' ausgezeichnet. Im olympischen Halbfinale von Seoul 1988 gegen die Niederlande wurde Blöcher bei einer Strafecke spektakulär vom Ball am Kopf getroffen, doch er hatte Glück und kam mit einer schweren Gehirnerschütterung davon. Das Turnier aber war für ihn beendet, und im Finale unterlag Deutschland Großbritannien.
Erfolge: 259 Länderspiele, Silber bei den Olympischen Spielen 1984 in Los Angeles und 1988 in Seoul, Vize-Weltmeister 1982, Champions-Trophy-Sieger 1986, 1987 und 1988, Europameister 1978 (Feld), 1980, 1984 und 1991 (Halle), Deutscher Meister 1986 (Halle) und 1989 (Feld), Australischer Meister 1991.
Blöcher begann beim Wiesbadener HTC mit dem Hockey. 1978 wechselte er zum Limburger HC, 1983 zum Rot-Weiß Köln, 1988 zum SC Frankfurt 1880. 1991 spielte er für die Brisbane Blades. 
Er studierte ab 1983 an der Deutschen Sporthochschule Köln und war nach seiner Zeit als aktiver Hockey-Spieler unternehmerisch tätig und hat u. a. Golfevents organisiert. Seit Oktober 2016 ist er zweiter Geschäftsführer der Stadion Berliner Straße GmbH (SBS) und verantwortet für den SV Wehen Wiesbaden die Vermarktung der Brita-Arena.